# Regencós
Regencós è un comune spagnolo di 281 abitanti situato nella comunità autonoma della Catalogna.